# Чібін
Чібін( рум. Cibin) — річка в Румунії, у повіті Сібіу. Права притока Олт (басейн Чорного моря).

## Опис
Довжина річки 82 км, середньорічні витрати води у гирлі — 14,7 м³/с, найкоротша відстань між витоком і гирлом — 31,65 км, коефіцієнт звивистості річки — 2,59 . Площа басейну водозбору 2 184 км².

## Розташування
Бере початок на північно-західній стороні від комуни Гура-Риулуй повіту Сібіу. Спочатку тече переважно на північний схід, потім на південний схід і на північно-західній стороні від комуни Турну-Рошу впадає у річку Олт, ліву притоку Дунаю.
Притоки: Негру (рум. Negru), Росбах (рум. Rosscach), Вале Рече (рум. Valea Rece) (ліві); Валя Поплач (рум. Valea Poplacii), Севіс (рум. Sevis), Чіснадіє (рум. Cisnădie), Точілелор (рум. Tocilelor), Сараць (рум. Sărății) (праві).
Основні населені пункти вздовж берегової смуги від витоку до гирла: Орлат, Крістіан, Сібіу, Бунгард, Моху, Вештем, Колонія-Телмачу, Телмачу.

## Цікаві факти
- У місті Сібіу річку перетинає євроавтошлях Е68.[1]
- На правому березі річки біля села Вештем розташований розважальний пейнтбольний центр.